# Olly Gebauer

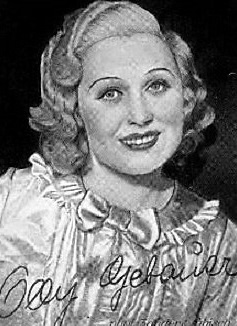
Olly Gebauer

Olly Gebauer, gebürtig Olga Leopoldine Gebauer (* 13. Juli 1908 in Wien; † 22. Februar 1937 ebenda), war eine österreichische Schauspielerin.

## Leben
Sie sammelte erste Bühnenerfahrungen als Chorsängerin am Johann Strauß-Theater in Wien. Ab 1930 sang, tanzte und spielte sie am Berliner Admiralspalast in den dortigen Revuen. Otto Wallburg war einer ihrer Gesangspartner.
1930 gab sie ihr Filmdebüt und verkörperte im deutschen Kino in Haupt- und Nebenrollen zwei Jahre lang lebhafte, temperamentvolle Mädchen. Nach der Machtergreifung der Nationalsozialisten 1933 emigrierte sie mit ihrem jüdischen Ehemann, dem Schauspieler und Regisseur Max Nosseck aus Deutschland. In Nossecks in Portugal entstandener Inszenierung Gado Bravo übernahm sie die Hauptrolle. Zur Mitwirkung in österreichischen Filmen hielt sie sich mehrmals in Wien auf, wo sie im Alter von 28 Jahren nach langer Krankheit an Kehlkopflähmung verstarb.

## Filmografie
- 1931: Kaiserliebchen
- 1931: Ein ausgekochter Junge
- 1931: Ronny
- 1932: Ein bisschen Liebe für dich
- 1932: Strafsache van Geldern
- 1932: Das Geheimnis um Johann Orth
- 1932: Das Abenteuer der Thea Roland
- 1932: Im Bann des Eulenspiegels
- 1932: Kaiserwalzer
- 1932: Marion, das gehört sich nicht
- 1933: Manolescu, der Fürst der Diebe
- 1933: Sag’ mir, wer du bist
- 1933: Gado Bravo
- 1934: Vorstadtvarieté
- 1934: Salto in die Seligkeit
- 1935: Poderoso caballero
- 1936: Die Puppenfee
- 1936: Diebelei (Kurzfilm)
- 1936: Sein letztes Modell